# Campionati del mondo di ciclocross 2023 - Gara maschile Under-23
La ventottesima edizione della gara maschile Under-23 dei Campionati del mondo di ciclocross 2023 si svolse il 4 febbraio 2023 con partenza ed arrivo a Hoogerheide, nei Paesi Bassi, su un percorso iniziale di 150 m più un circuito di 3,2 km da ripetere 7 volte per un totale di 22,55 km. La vittoria fu appannaggio del belga Thibau Nys, il quale terminò la gara in 50'42", alla media di 26,685 km/h, precedendo il neerlandese Tibor Del Grosso e il connazionali Witse Meeussen.
Partenza con 51 ciclisti, dei quali 48 portarono a termine la competizione.

## Squadre partecipanti
| N.    | Cod. | Squadra       |
| ----- | ---- | ------------- |
| 1-9   | BEL  | Belgio        |
| 10-15 | NED  | Paesi Bassi   |
| 16-19 | FRA  | Francia       |
| 21-24 | SUI  | Svizzera      |
| 25    | USA  | Stati Uniti   |
| 26-27 | CAN  | Canada        |
| 28-29 | GBR  | Gran Bretagna |
| 30-31 | ITA  | Italia        |
| 34-35 | ESP  | Spagna        |

| N.    | Cod. | Squadra         |
| ----- | ---- | --------------- |
| 36-40 | CZE  | Repubblica Ceca |
| 41    | SWE  | Svezia          |
| 42-43 | DEN  | Danimarca       |
| 44-47 | GER  | Germania        |
| 48    | CRC  | Costa Rica      |
| 49    | FIN  | Finlandia       |
| 50-51 | JPN  | Giappone        |
| 52-53 | POL  | Polonia         |
| 54    | AUS  | Australia       |

## Ordine d'arrivo (Top 10)
| Pos. | Corridore           | Squadra       | Tempo   |
| ---- | ------------------- | ------------- | ------- |
| 1    | Thibau Nys          | Belgio        | 50'42"  |
| 2    | Tibor Del Grosso    | Paesi Bassi   | a 4"    |
| 3    | Witse Meeussen      | Belgio        | s.t.    |
| 4    | Joran Wyseure       | Belgio        | a 5"    |
| 5    | Jente Michels       | Belgio        | a 59"   |
| 6    | Emiel Verstrynge    | Belgio        | a 1'05" |
| 7    | Lennert Belmans     | Belgio        | a 1'06" |
| 8    | Victor Van De Putte | Belgio        | s.t.    |
| 9    | Lucas Janssen       | Paesi Bassi   | s.t.    |
| 10   | Joseph Blackmore    | Gran Bretagna | a 1'08" |